# Фридман, Лев Петрович
Лев Петрович Фридман (1930—2014) — главный инженер завода обработки цветных металлов (ЗОЦМ) Балхашского горно-металлургического комбината, лауреат Государственной премии СССР 1970 года. Член КПСС с 1969 года.

## Биография
Окончил Московский институт цветных металлов и золота (1953).
С 1953 по 1997 год работал на Балхашском горно-металлургическом комбинате: инженер лаборатории завода обработки цветных металлов, инженер литейного цеха и цеха проводов, с 1965 года главный технолог комбината, затем главный инженер завода обработки цветных металлов (ЗОЦМ).
Кандидат технических наук (1969). Автор 62 научных работ.
Соавтор метода непрерывного литья и технологии производства многослойной проволоки.
Лауреат Государственной премии СССР 1970 года (в составе коллектива) — за создание и промышленное освоение первого в металлургической промышленности комплексно-автоматизированного цеха непрерывной разливки слитков из бескислородной меди, обеспечивающего резкое увеличение выпуска высококачественной кабельной продукции. Его личный вклад — автоматизация цеха, создание технологии получения непрерывного вайербарса.
Лауреат Премии Совета Министров СССР 1985 года. Заслуженный изобретатель Казахской ССР.
Уехал из Казахстана в 1997 году. Умер в 2014 году.
В городе Балхаш на доме, в котором он жил с 1957 по 1997 год, в его честь установлена мемориальная плита (22.07.2019).
Возможно, его сыном является предприниматель Дмитрий Львович Фридман — родственник Михаила Маратовича Фридмана, член совета директоров Балхашского завода обработки цветных металлов. О нём известно, что он родился в 1965 году в г. Балхаш.